# Бяла (село)
Вижте пояснителната страница за други значения на Бяла.
Бя̀ла е село в Югоизточна България. То се намира в община Сливен, област Сливен.

## География
Село Бяла се намира в планински район. Намира се в северозападната част на Община Сливен, разположено заедно с още три села – Новачево, Градско и Въглен – в долината на старопланинската река Беленска и едноименната малка котловина.
Релефът тук е планински, с надморска височина 600 до 1100 м. Климатът е планински и умереноконтинентален. Средната годишна температура е между 8 и 10 градуса.
Природните условия благоприятстват за отглеждането на фуражни култури, картофи, тютюн, малини. Горите и поляните са богати на гъби и планински ягоди. Неслучайно в миналите векове хората на Бяла са се препитавали основно с дърводобив и знахарство. И сега още значителна част от населението е заета в дърводобива, дървообработването и залесяването, а през летните месеци много от хората събират диворастящи билки и гъби за прехрана.

## История
Селото е основано след Второто Търновско въстание. Името на селото никога не е било променяно. Носи името на белия камък, който някога е бил в центъра му. 

## Религии
Жителите са православни християни. Има църква, която се казва „Света Троица“. Тя е реставрирана и на всеки християнски празник събира вярващите хора.

## Обществени институции
В селото има основно училище. Училището е средищно и в него се обучават деца от четири села на община Сливен: Бяла, Въглен, Градско и Новачево. До 1991 година в него са учели децата и от околните села. Читалището е с доста богата библиотека. Към него има и група за народни танци и обичаи.

## Редовни събития
- Ежегоден сбор на селото по Коледа и Нова година

### Празник на билките и лечителите
От 2000 година по инициатива на фондация „Съхраняване на духа на българина“, читалище „Христо Ботев“ и Кметство – с. Бяла на 24 юни всяка година се провежда Празник на билките. Посветен е на слънцето и борбата срещу болестите. Съвпада с лятното слънцестоене. Празникът се провежда в рамките на два дни – 23 и 24 юни. Вечерта преди Еньовден, след залез слънце, се изпълнява ритуала „Мълчана вода“ – прави се шествие от селото до определен извор, пазен от самодиви, откъдето се налива вода.